# Joaquín Labios
Joaquín Labios y González de Rojas (1878-1939) fue un escritor, periodista y funcionario español.

## Biografía
Nacido el 27 de abril de 1878 en Sevilla, era hijo de Francisco Labios y de Salud González de Rojas. El trato con periodistas y literatos durante su juventud despertó sus aficiones literarias. Sus primeros ensayos aparecieron publicados en El Porvenir de Sevilla. Con la fundación de El Liberal de Sevilla, la mayoría de los que redactaban El Porvenir pasaron al nuevo periódico. Labios no abandonó su puesto y se encargó de la dirección de El Porvenir, donde se juntó con otros autores como las de Paco Torres, Bermúdez de Plata y Lacerda. Salió por entonces la revista Letras Sevillanas, que dirigía Torres y redactaban casi todos los de El Porvenir, entre ellos Labios. Con la decadencia de El Porvenir, Labios entró en El Noticiero Sevillano.
Labios, comediógrafo, estrenó en 1903 en el teatro Portela un boceto de sainete, en colaboración con Juan de Dios Serrano, que titularon Corrida de prueba. El éxito lo alentó y pronto, colaborando con él Enrique Lucuix, escribió otra obra, estrenada en el Teatro de Cervantes, de Sevilla, el 24 de marzo de 1904, titulada La última copla. Mientras se ensayaba en Sevilla esta obra, se estrenó en Madrid otra con el mismo asunto y casi el mismo título: La copla. En el teatro del Duque se representó el 1 de mayo de 1905 un entremés de costumbres, locales, obra en que también colaboró Lucuix, llamado Toros en sombra.
Decidió estudiar la carrera de profesor mercantil, si bien siguió participando en la prensa periódica, en la redacción de El Liberal y como corresponsal de varios diarios madrileños y barceloneses. Tras obtener por oposición una plaza en la Administración municipal su carrera literaria quedó en un segundo plano. Fallecido hacia mediados de diciembre de 1939, fue sepultado en el cementerio de San Fernando.